# Mamestra peregrina
Mamestra peregrina là một loài bướm đêm trong họ Noctuidae.